# Polystichum paradeltodon
Polystichum paradeltodon là một loài thực vật có mạch trong họ Dryopteridaceae. Loài này được L.L. Xiang miêu tả khoa học đầu tiên năm 1994.